# 小叶扁担杆
小叶扁担杆（学名：Grewia biloba var. microphylla）为椴树科扁担杆属下的一个变种。

## 扩展阅读
- 維基物種上的相關：小叶扁担杆